# Auraria (Géorgie)
Pour l’article homonyme, voir Auraria pour la ville du Colorado.
Auraria est un site d'exploitation aurifère découvert en 1827 dans le comté de Lumpkin, et la région de Dahlonega, sur la façade ouest des Appalaches, en Géorgie. Ce fut l'une des plus anciennes mines d'or des États-Unis. Son découvreur est Benjamin Parks, mais les premières mines n'ouvrirent vraiment qu'en 1829 et l'afflux de colons s'est matérialisé à l'automne 1829. La plus grande partie des colons est arrivée lors des années 1832 et 1833, à l'occasion de loteries permettant d'attribuer des terres. Mais dès le début des années 1840, la production diminua fortement.
La principale conséquence de cette ruée vers l'or est la Specie Circular, une ordonnance prise par le président américain Andrew Jackson en 1836 pour favoriser la conquête de l'Ouest en imposant aux acheteurs de terrains d'État de payer en or, ce qui augmente la demande et le prix de l'or, afin de doper la prospection minière à l'ouest du Mississippi. Un an après cette Specie Circular, la panique de 1837 déclenche une crise bancaire puis économique.
Le site d'Auraria se trouvait sur le territoire des tribus d'indiens Cherokee, qui furent plus tard contraints de le quitter. L'année 1827 fut également celle de la création d'une constitution des indiens Cherokee. Les Cherokees furent déplacés de force de leurs terres ancestrales du nord de la Géorgie et des Carolines vers le Territoire Indien en Oklahoma, principalement à cause de la ruée vers l'or aux environs de Dahlonega. La déportation du peuple Cherokee porte le nom de Piste des Larmes, et le célèbre John Ross, métis de sang écossais, tenta de s'y opposer.
Un groupe de géorgiens Cherokee, parmi lesquels Lewis Ralston et le pasteur John Beck, participa à la ruée vers l'or en Californie, sans trouver d'or mais le 22 juin 1850, il identifia un gisement sur le site de l'actuel Arvada, dans la banlieue de l'actuelle Denver, le Ralston Creek. Le pasteur John Beck conserva un journal personnel de ces recherches et en 1857, au moment de s'installer dans l'Oklahoma avec d'autres Cherokee venus de Géorgie, il écrivit aux membres du groupe pour leur proposer de repartir en prospection en retrouvant le site de Ralston Creek. Partis de Géorgie en février 1858 et menés par William Greeneberry Russell, ils découvrirent de l'or en juillet. C'est ainsi que commença la ruée vers l'or de Pikes Peak.